# Arnold Houbraken

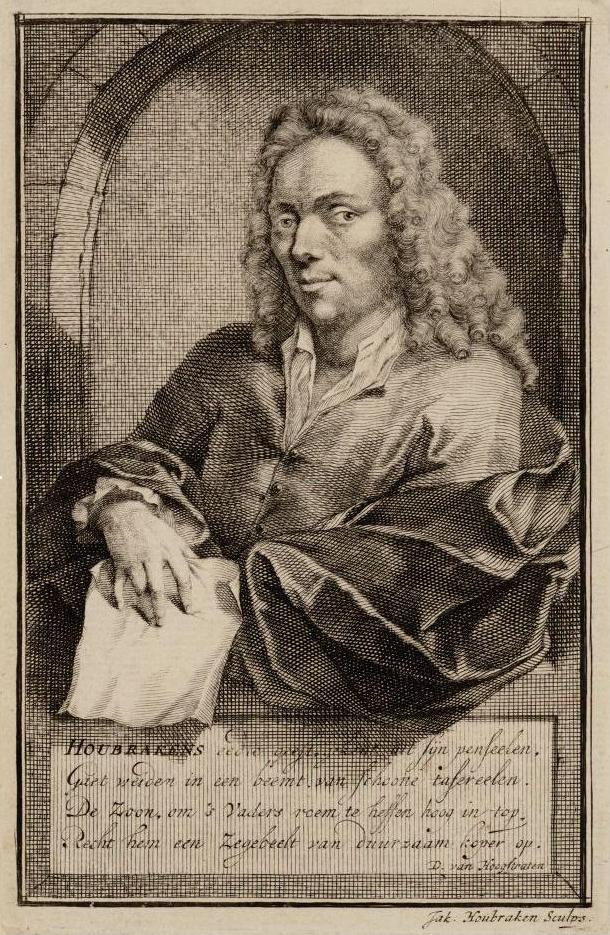
Arnold Houbraken, Stich, um 1720, porträtiert von seinem Sohn Jacob

Arnold Houbraken (* 28. März 1660 in Dordrecht; † 14. Oktober 1719 in Amsterdam) war ein holländischer Maler und Kunstschriftsteller.

## Leben
Arnold Houbraken arbeitete ursprünglich als Gehilfe bei dem Kaufmann Johannes de Haan. Dieser war selbst auch Maler und hatte bei Nicolaes Maes (1634–1693) gelernt. Er ließ auch den jungen Houbraken malen, der ab 1672 Lehrling bei Willem van Drielenburch (um 1625–nach 1677) und 1673 bei Jacobus Levecq (1634–1675) wurde. Von 1674 bis 1678 arbeitete er unter Samuel van Hoogstraten (1627–1678). 1678 wurde er Mitglied der St. Lukas-Gilde von Dordrecht.
Arnold Houbraken ließ sich 1709/1710 in der Prinsengracht in Amsterdam nieder und ging um das Jahr 1713 für neun Monate nach England. Er malte Porträts und Historienbilder, war aber trotz seiner Kenntnisse in der Geschichte, Architektur und Perspektive kein hervorragender Künstler.
Eine Frucht seiner Forschungen in der Kunstgeschichte ist das Werk De groote schouburgh der Nederlantsche konstschilders en schilderessen (3 Bde., 1718–21). Sein Sohn Jacobus hat die Porträts dafür gestochen. Houbraken starb 59-jährig in Amsterdam.

## Familie
1685 heiratete er Sara Sasbout Souburg (1662–1729), eine Tochter des Arztes Jacob Sasbout Souburg (26. Dez. 1694) und hatte mit ihr zehn Kinder, unter anderem:
- Antonina (getauft in Dordrecht 31. Mai 1686; begr. Amsterdam 12. Dezember 1736) Malerin, X  Jacobus Stellingwerf (1667–1727)
- Christina (get. Dordrecht 12. Februar 1695; gest. nach Febr. 1760) Malerin, X Antoni Elliger (1701–1781)
- Jacobus Houbraken, (get. Dordrecht 17. Dezember 1698; begr. Amsterdam 18. November 1780)

## De groote schouburgh
Bedeutend ist Arnold Houbraken weniger aufgrund seiner Bilder als durch ein Verzeichnis niederländischer Maler und deren Biographien. Sein Buch De groote schouburgh der Nederlantsche konstschilders en schilderessen (3 Bände, Amsterdam 1718–1719) ist eine wichtige historische Quelle. Die zweite Ausgabe folgte posthum 1753. Er war aber nicht der Erste, bereits 1604 hatte Karel van Mander (1548–1606) das Schilder-Boeck veröffentlicht.
Sein erstes Buch war 1700 Tooneel van sinnebeelden (Beschreibung von Symbolen), wo er sich an Iconologia von Cesare Ripa orientierte. 1714 erstellte er mit Gezine Brit (1669?–1747) Stichtelyke zinnebeelden (Göttliche Symbole).

## Werke
- De groote schouburgh der Nederlantsche konstschilders en schilderessen Digitalisat der 2. Auflage (niedl.)
- Stichtelyke zinnebeelden, Digitalisat (niedl.)
- Tooneel van sinnebeelden

Deutsche Version von 1880
- Grosse Schouburgh der Niederländischen Maler und Malerinnen. Übers. u. mit Einl., Anmerkungen u. Inhalts-Verzeichnissen vers. von Alfred von Wurzbach. Neudr. d. Ausg. (Wien) 1880, Osnabrück: Zeller, 1970.

Niederländische Ausgabe von 1970
- De grote schouwburg: schildersbiografieën van Arnold Houbraken. Samenstelling: Jan Konst. Amsterdam: Em. Querido’s Uitg., 1995. ISBN 90-214-0584-9.

## Bilder

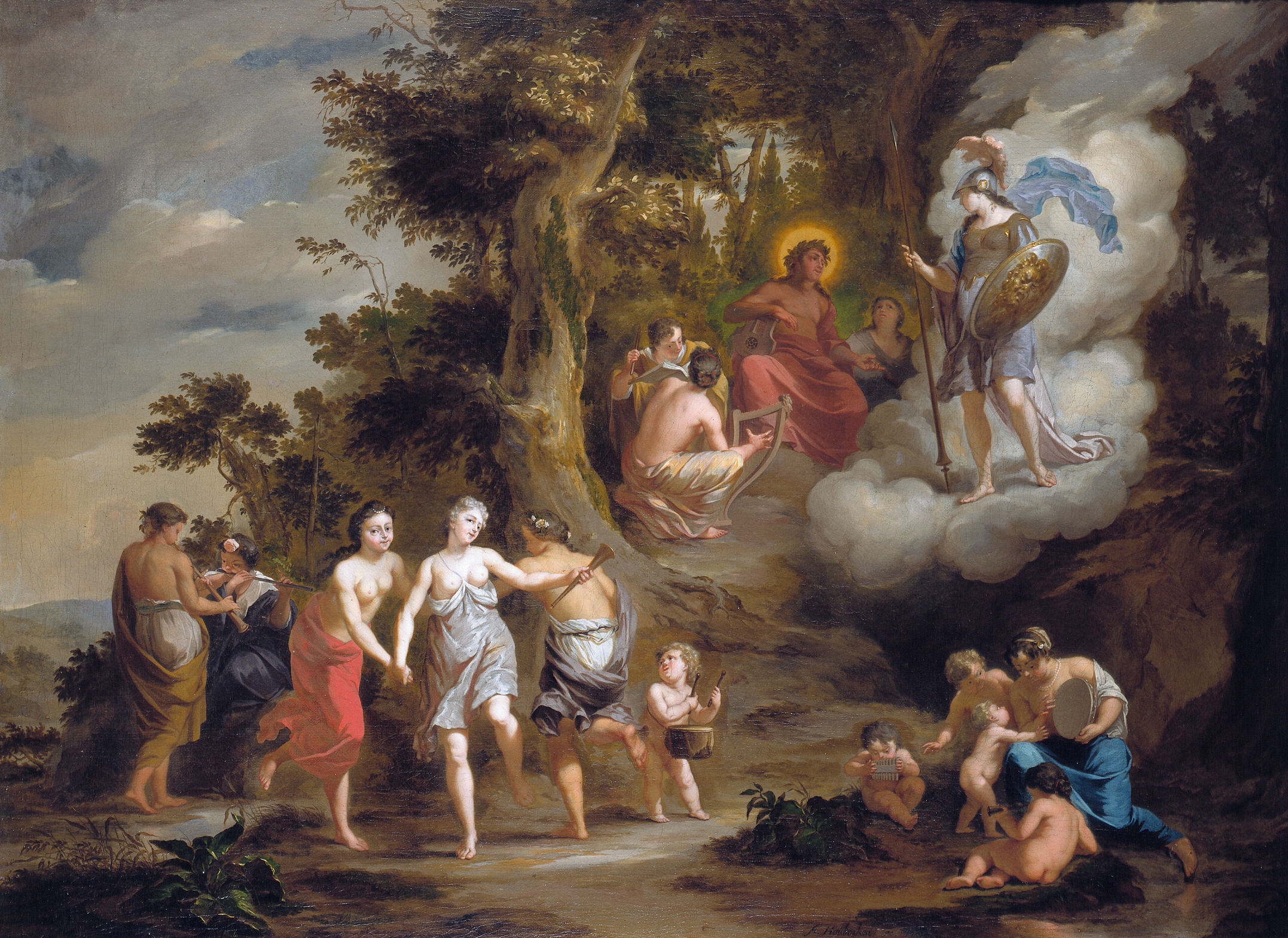
Athene besucht Apollon auf dem Parnass (1703)

- Tod der Dido